# Тометино Поље
Тометино Поље је насеље у Србији у општини Пожега у Златиборском округу. Према попису из 2022. било је 260 становника.

## Демографија
У насељу Тометино Поље живи 314 пунолетних становника, а просечна старост становништва износи 44,4 година (43,6 код мушкараца и 45,3 код жена). У насељу има 104 домаћинства, а просечан број чланова по домаћинству је 3,59.
Ово насеље је у потпуности насељено Србима (према попису из 2002. године), а у последња три пописа, примећен је пад у броју становника.
|  |

| Демографија | Демографија | Демографија |
| Година      | Становника  | Становника  |
| ----------- | ----------- | ----------- |
| 1948.       | 641         |             |
| 1953.       | 738         |             |
| 1961.       | 510         |             |
| 1971.       | 441         |             |
| 1981.       | 459         |             |
| 1991.       | 417         | 417         |
| 2002.       | 373         | 373         |

| Етнички састав према попису из 2002.‍ | Етнички састав према попису из 2002.‍ | Етнички састав према попису из 2002.‍ | Етнички састав према попису из 2002.‍ | Етнички састав према попису из 2002.‍ |
| ------------------------------------ | ------------------------------------ | ------------------------------------ | ------------------------------------ | ------------------------------------ |
|                                      |                                      |                                      |                                      |                                      |
| Срби                                 | Срби                                 |                                      | 373                                  | 100,0%                               |
| непознато                            | непознато                            |                                      | 0                                    | 0,0%                                 |

| Година пописа     | 1948. | 1953. | 1961. | 1971. | 1981. | 1991. | 2002. |
| ----------------- | ----- | ----- | ----- | ----- | ----- | ----- | ----- |
| Број домаћинстава | 107   | 127   | 100   | 102   | 110   | 108   | 104   |

| Број чланова      | 1  | 2  | 3  | 4  | 5  | 6  | 7 | 8 | 9 | 10 и више | Просек |
| ----------------- | -- | -- | -- | -- | -- | -- | - | - | - | --------- | ------ |
| Број домаћинстава | 18 | 29 | 11 | 11 | 11 | 14 | 6 | 1 | 0 | 3         | 3,59   |

| Пол    | Укупно | Неожењен/Неудата | Ожењен/Удата | Удовац/Удовица | Разведен/Разведена | Непознато |
| ------ | ------ | ---------------- | ------------ | -------------- | ------------------ | --------- |
| Мушки  | 167    | 48               | 105          | 11             | 3                  | 0         |
| Женски | 153    | 13               | 102          | 33             | 5                  | 0         |
| УКУПНО | 320    | 61               | 207          | 44             | 8                  | 0         |

| Пол    | Укупно                    | Пољопривреда, лов и шумарство | Рибарство                            | Вађење руде и камена | Прерађивачка индустрија       |
| ------ | ------------------------- | ----------------------------- | ------------------------------------ | -------------------- | ----------------------------- |
| Мушки  | 129                       | 104                           | 0                                    | 0                    | 6                             |
| Женски | 87                        | 77                            | 0                                    | 0                    | 1                             |
| УКУПНО | 216                       | 181                           | 0                                    | 0                    | 7                             |
| Пол    | Производња и снабдевање   | Грађевинарство                | Трговина                             | Хотели и ресторани   | Саобраћај, складиштење и везе |
| Мушки  | 1                         | 0                             | 2                                    | 7                    | 5                             |
| Женски | 0                         | 0                             | 3                                    | 4                    | 0                             |
| УКУПНО | 1                         | 0                             | 5                                    | 11                   | 5                             |
| Пол    | Финансијско посредовање   | Некретнине                    | Државна управа и одбрана             | Образовање           | Здравствени и социјални рад   |
| Мушки  | 0                         | 1                             | 1                                    | 1                    | 0                             |
| Женски | 0                         | 2                             | 0                                    | 0                    | 0                             |
| УКУПНО | 0                         | 3                             | 1                                    | 1                    | 0                             |
| Пол    | Остале услужне активности | Приватна домаћинства          | Екстериторијалне организације и тела | Непознато            | Непознато                     |
| Мушки  | 1                         | 0                             | 0                                    | 0                    | 0                             |
| Женски | 0                         | 0                             | 0                                    | 0                    | 0                             |
| УКУПНО | 1                         | 0                             | 0                                    | 0                    | 0                             |

## Галерија
- Поглед са Црног врха ка југоистоку и Тометином пољу
- Поглед са Црног врха ка југоистоку и Тометином пољу
- Поглед са Црног врха ка југоистоку и Тометином пољу
- Поглед са Црног врха ка југоистоку и Тометином пољу